# Аниан Александрийский
Аниан Александрийский (греч. Ανιανός; умер между 82 и 86) — епископ Александрийский в 68—82 годах, ученик апостола Марка. Прославлен в лике святителей, память 25 апреля, 2 декабря. Как святой почитается в Русской православной и Католической церкви. 

## Биография

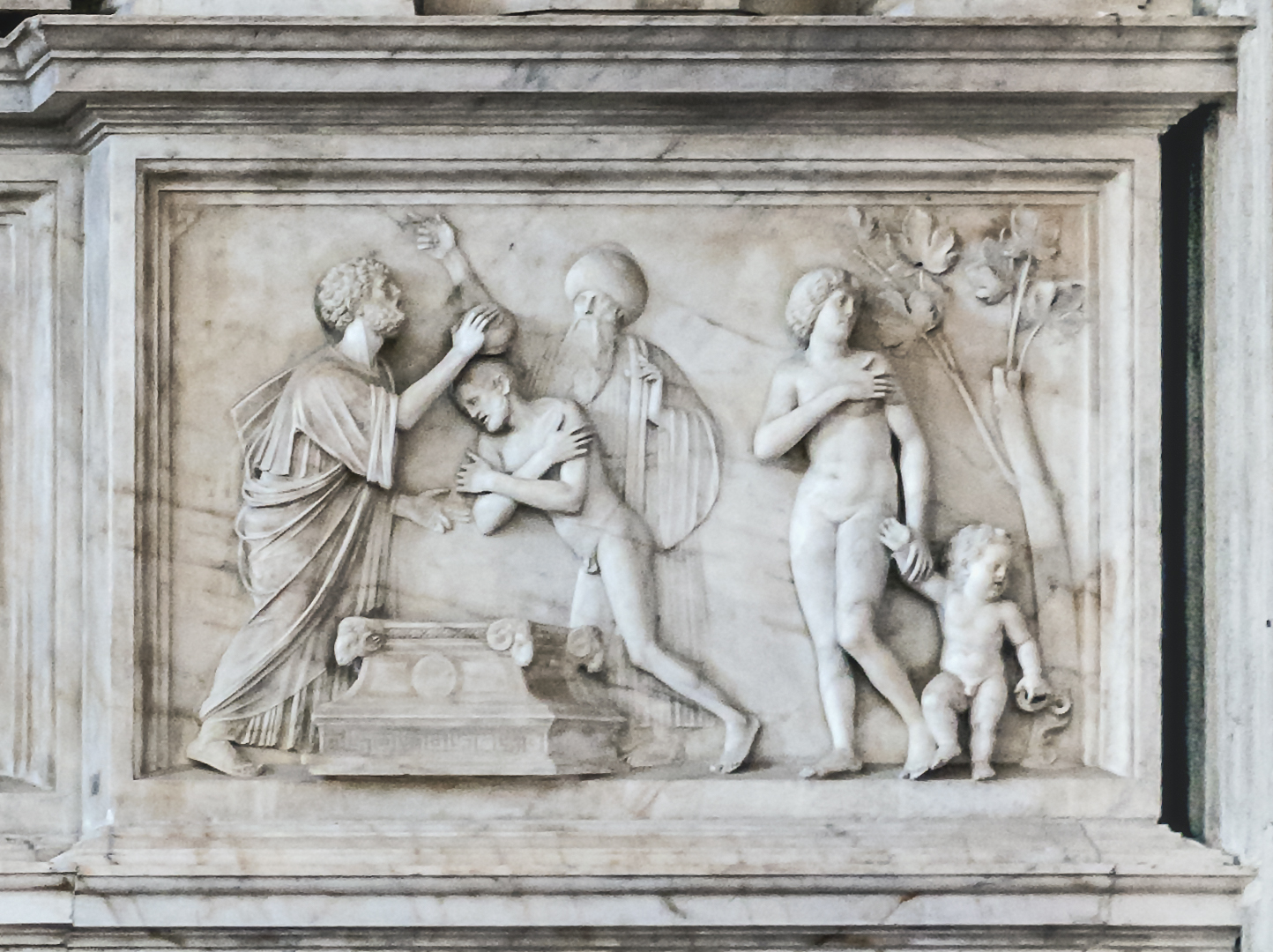
Крещение Аниана святым апостолом Марком.
Фрагмент надгробного памятника венецианского дожа Джовании Мочениго работы Туллио Ломбардо.
Собор Санти-Джованни-э-Паоло, Венеция

Единственным источником, содержащим биографические данные о нём, является апокриф. Евсевий Кесарийский упоминал только его имя.
Был сапожником в Александрии. Согласно коптской легенде, Аниан был первым христианином в Александрии. Когда апостол Марк ступил из лодки на сухую землю Александрии, одна из его сандалий порвалась, и он отнёс её на починку Аниану. Чиня сандалию, Аниан пронзил себе шилом левую руку и закричал от боли, в ответ на что апостол сделал брение из слюны и пыли и помазал раненую руку, которая тут же зажила. Поражённый этим чудом, Аниан позвал Марка к себе домой, а услышав его проповедь, он и весь его дом приняли крещение.
Аниан показал такое благочестие и ревность к делу Божьему, что святой Марк рукоположил его во епископа, а впоследствии сделал своим преемником. После мученической смерти Марка (около 62 года) Аниан стал главой Александрийской церкви. Он оставался в этом качестве более семнадцати лет. За это время число христиан в области значительно возросло, и Аниан рукоположил новых священников и диаконов для растущей церкви.
Предполагается, что скончался между 82 и 86 годами. Его преемником стал Авилий. Мощи Аниана находятся в Венеции.